# برج روز
روز ريحان من روتانا، المعروف أيضًا باسم برج الورد، هو فندق مكون من 72 طابقًا بمساحة 333 مترًا (1093 قدمًا) يقع على طريق الشيخ زايد في دبي، الإمارات العربية المتحدة. وهو خامس أطول فندق في العالم. كان من المقرر أن يبلغ طول البرج في الأصل 380 مترًا (1250 قدمًا)، لكن التصميم تعدل فانخفض إلى 333 مترًا أو 1093 قدمًا.

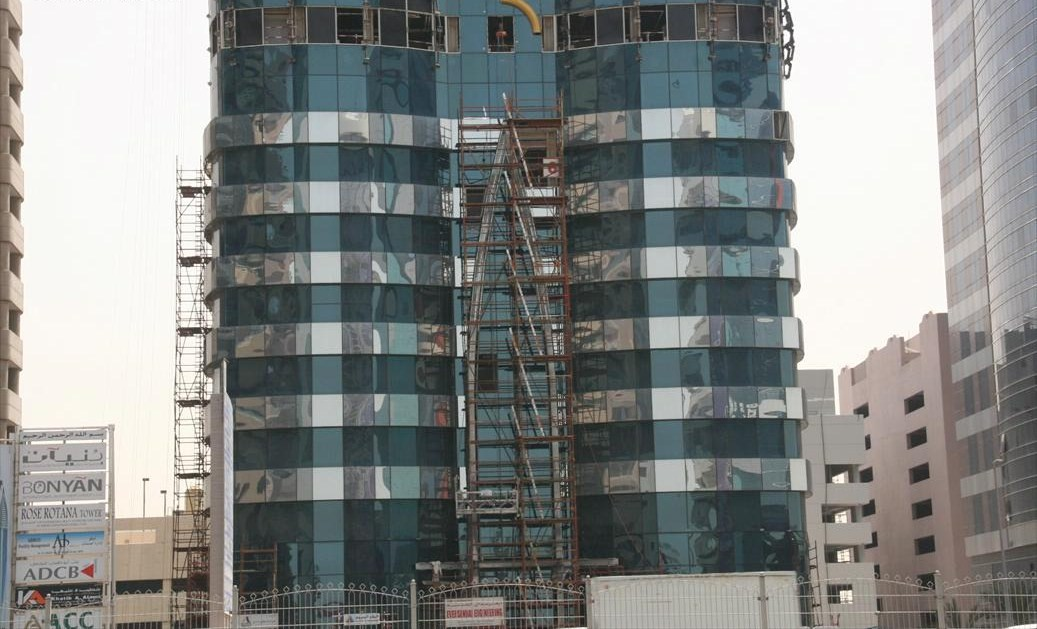
برج روز قيد الإنشاء 2007

بدأ بناء البرج في عام 2004 واكتمل في عام 2007. وكان مقاول التصميم والبناء هو شركة الإنشاءات العربية. وفي 24 أكتوبر 2006، وصل المبنى إلى ارتفاعه الكامل مع إضافة الهوائي متجاوزًا برج العرب القريب الذي يبلغ ارتفاعه 321 مترًا (1053 قدمًا). على الرغم من الانتهاء من المبنى وتجهيزاته الداخلية في عام 2007، إلا أن الفندق لم يتم افتتاحه رسميًا حتى 23 ديسمبر 2009.
يتميز تصميم الفندق بشكل متنوع من حيث الأسلوب. تتكون الواجهة المزخرفة للغاية من درجتين من الزجاج العاكس الأزرق والفضي مع زخرفة ذهبية. تمتد لوحة ضيقة من الحلقات الذهبية العينية الشكل إلى منتصف كل ارتفاع. يشتمل كل جانب من جوانب البرج على شكلين أسطوانيين محدبين يطويان بعضهما البعض. تتسطح أقسام الواجهة نحو الأعلى وتصل إلى قمة منحوتة متقنة من البتلات المتقاطعة، في إشارة مرئية إلى الاسم غير الرسمي للمبنى، "الوردة". يعلو هذا العنصر الزهري الموجود في تاج البرج كرة، مع برج يمتد من السقف، ليصل إجمالي الارتفاع إلى 333 مترًا (1093 قدمًا).
تعد روز ريحان من روتانا واحدة من أولى العلامات التجارية الفندقية الكبرى التي تم افتتاحها في دبي باعتبارها خالية من الكحول. يحتوي الفندق على مطعمين ومقهى مفتوح 24 ساعة. تم تطوير المبنى من قبل مجموعة بنيان الدولية للاستثمار، والتي استثمرت 180 مليون دولار في المشروع. تم الانتهاء من المبنى رسميًا ويضم 462 غرفة وجناحًا وبنتهاوس.